# Семеш, Гергё
Гергё Семеш (венг. Gergő Szemes; 11 февраля 2003) — венгерский фехтовальщик на рапирах, двукратный бронзовый призёр чемпионата мира, серебряный призёр чемпионата Европы.

## Биография и спортивная карьера
Родился 11 февраля 2003 года.
На чемпионате Европы 2024 года в Базеле в составе венгерской команды рапиристов в командных соревнованиях завоевал серебряную медаль.
В 2025 году на чемпионате мира в Тбилиси в индивидуальном соревновании рапиристов стал двукратным бронзовым призёром.